# The Fix (seriál)
The Fix je americký právnický dramatický seriál vysílaný americkou televizní stanicí ABC. Hlavní role hrají Robin Tunney, Adewale Akinnuoye-Agbaje, Adam Rayner, Merrin Dungey, Breckin Meyer, Marc Blucas, Mouzam Makkar a Alex Saxon. Pilotní díl měl premiéru dne 18. března 2019.
Dne 10. května 2019 stanice zrušila seriál po odvysílání jedné řady.

## Obsazení
- Robin Tunney jako Maya Travis,[4] vyšetřovatel vraždy Jessicy Meyer
- Adewale Akinnuoye-Agbaje jako Sevvy Johnson,[4] herec zprošřený obviněný z vraždy své přítelkyně a další ženy, který je nově obviněný z vraždy své nové přítelkyně Jessicy Meyer
- Adam Rayner jako Matthew Collier,[4] Mayi kolega
- Merrin Dungey jako C.J. Bernstein [4]
- Breckin Meyer jako Charlie Wiest [4]
- Marc Blucas jako Riv,[4] Mayi přítel
- Mouzam Makkar jako Loni Kampour[4]
- Alex Saxon [4]
- Scott Cohen jako Ezra Wolf,[4] právník
- Taylor Kalupa jako Jessica Meyer,[5] Johnsonova přítelkyně
- Robin Givens jako Julia Johnson, Johnsonova bývalá manželka

## Seznam dílů
| Č. v seriálu | Č. v řadě | Původní název | Režie            | Scénář                                    | Premiéra v USA  |
| ------------ | --------- | ------------- | ---------------- | ----------------------------------------- | --------------- |
| 1            | 1         | Pilot         | Larysa Kondracki | Marcia Clark, Elizbeth Frank a Sarah Fain | 18. března 2019 |
| 2            | 2         | Revenge       | Michael Katleman | Elizabeth Craft a Sarah Fain              | 25. března 2019 |
| 3            | 3         | The Wire      | Steve Robin      | Jerome Schwartz a Denise Hahn             | 1. dubna 2019   |
| 4            | 4         | Scandal       | bude oznámeno    | bude oznámeno                             | 8. dubna 2019   |